# Кобильники (Мазовецьке воєводство)
Кобильники (пол. Kobylniki) — село в Польщі, у гміні Вишогруд Плоцького повіту Мазовецького воєводства.
Населення — 372 особи (2011).
У 1975-1998 роках село належало до Плоцького воєводства.

## Демографія
Демографічна структура станом на 31 березня 2011 року:
|          | Загалом | Допрацездатний вік | Працездатний вік | Постпрацездатний вік |
| -------- | ------- | ------------------ | ---------------- | -------------------- |
| Чоловіки | 193     | 40                 | 135              | 18                   |
| Жінки    | 179     | 27                 | 103              | 49                   |
| Разом    | 372     | 67                 | 238              | 67                   |